# Gutenbergova diskontinuita

Písmeno B označuje Gutenbergovu diskontinuitu

Gutenbergova diskontinuita je část zemského obalu, která se nachází v hloubce 2900 kilometrů od zemské kůry, což představuje přechod mezi spodním pláštěm tvořeným silikátovou taveninou a polotekutým jádrem tvořeným polotekutými kovy (hlavně železem a niklem). Mocnost vrstvy se na základě měření pohybu seismických vln odhaduje na 200 až 300 kilometrů a současně na změně jejich rychlosti a šíření byla tato vrstva i objevena.
Nazvaná byla po německém geofyzikovi Gutenbergovi, který jako první předložil soubornou geofyzikální interpretaci vnitřních obalů Země a tak přispěl k poznání pochodů uvnitř Země. Občas se používá i označení D" („D double-prime“ nebo „D prime prime“). Název pochází od matematika Keith Bullena, který publikoval v roce 1942.